# Epitheca spinosa
Epitheca spinosa – gatunek ważki z rodziny szklarkowatych (Corduliidae). Występuje na terenie Ameryki Północnej.